# Rhododendron filidactylis
Rhododendron filidactylis är en ljungväxtart som beskrevs av R.Milne. Rhododendron filidactylis ingår i släktet rododendron, och familjen ljungväxter. Inga underarter finns listade i Catalogue of Life.